# Fily Keita
Fily Keita est une actrice, chanteuse, dramaturge et metteuse en scène française, née le 16 mai 1978.
Spécialisée dans le doublage, elle est la voix française régulière de Tessa Thompson, Gugu Mbatha-Raw, Autumn Reeser, Zazie Beetz et une des voix de Jessica Parker Kennedy, Sarah Paulson et Keke Palmer.
Dans l'animation, elle a prêté sa voix à Clover dans Totally Spies!, à Kimi et Susie dans Les Razmoket, à Libby dans Jimmy Neutron mais aussi à Sophie, Bibi et Flora dans Magical DoReMi et Zoé Lee dans la quatrième saison de Miraculous : Les Aventures de Ladybug et Chat Noir.

## Biographie
Elle débute dès son plus jeune âge au théâtre dans Les Enfants de la balle, comédie de Jean-Claude Sussfeld et Paul Berthier.
Elle se forme au théâtre avec entre autres Philippe Adrien, Mamadou Dioume, à la danse avec Claude Fosca, Sophie Lessard, Georges Momboye et au chant avec Géraldine Ros, Marie-France Lahore, Martine Viard, Véronique Bauer.
Au théâtre elle a joué notamment dans La Cerisaie, Dom Juan, Léo mis en scène par Jean-Luc Tardieu au Petit Théâtre de Paris, et Melinda et Melinda, adaptation théâtrale du film de Woody Allen au Petit Montparnasse.
Elle tourne pour la télévision française Une femme d'honneur, Nestor Burma, H, Profilage, Les Bleus  et Duval et Moretti sur M6, ainsio que dans Family Matters (en anglais).
Au cinéma, elle joue dans Qui a tué Bambi ? de Gilles Marchand, sélection officielle du Festival de Cannes, Les Rois mages de Didier Bourdon et Bernard Campan, Suburban Saga de Sakari Kirjavainen (Finlande).
Sa fille, Jaynelia Coadou-Keita, est également comédienne de doublage.

## Théâtre
- Mélinda et Mélinda de Woody Allen, mise en scène de Pierre Valmy au Petit Montparnasse
- Adélaide mise en scène de Marianne Matheus
- Au commencement j'avais une mère, mise en scène de N. Gerritsen
- Le Paradis sur terre, mise en scène de Jean-Claude Drouot
- Léo de Patrick Lunant, mise en scène Jean-Luc Tardieu, Petit Théâtre de Paris
- Le Baladin du monde occidental, mise en scène de G.P. Couleau
- Dom Juan, mise en scène de Y. Le Guillochet
- La Cerisaie, mise en scène de R. Sciora
- Alice N héroïne, mise en scène de H. Colin
- Les Enfants de la balle, mise en scène de J. Leclerc
- 2013 : Ceci n'est pas un corps, création et mise en scène de Fily Keita et Yan Coadou à partir du recueil de poèmes de Solal Valentin, théâtre de l'Épée de Bois à la Cartoucherie de Vincennes

## Filmographie

### Cinéma
- 1998 : Origami de Frédérick Laurent : Rebecca
- 2001 : Les Rois mages de Didier Bourdon et Bernard Campan : la caissière du McDonalds
- 2001 : Ken tulta pyyttää (en anglais) de Sakari Kirjavainen : Marie-Claude
- 2003 : Qui a tué Bambi ? de Gilles Marchand : Marion (Sélection officielle Festival de Cannes)

### Télévision
- 1996 : La Vie de famille (Family Matters), épisodes Paris : Vacation de Richard Correll : Nicole
- 1999 : H, épisode Une histoire d'intelligence  de Williams Crépin : Lydia
- 1999 : Une femme d'honneur, épisode Bébés volés de Gilles Béhat : Hyacinthe
- 2001 : Nestor Burma, épisode Atout cœur de David Delrieux : Agathe
- 2006 : L'État de Grace, mini-série de Pascal Chaumeil : la première sondée
- 2007 : Les Bleus : Premiers pas dans la police, épisode Une vie de chien de Vincent Monet : Jessica Sinclair
- 2008 : Duval et Moretti, épisode L'Imposteur de Jean-Pierre Prévost : Églantine, la concierge
- 2009 : Profilage, épisode Quelqu'un de bien d'Éric Summer : la puéricultrice
- Un homme à tout faire

## Doublage
Sources : RS Doublage, Doublage Séries Database, Planète Jeunesse et Anime News Network.

### Cinéma

#### Films
- Tessa Thompson dans (9 films) :
  - Dancing Girls (2008) : Dana
  - Selma (2014) : Diane Nash
  - Creed : L'Héritage de Rocky Balboa (2015) : Bianca
  - War on Everyone : Au-dessus des lois (2016) : Jackie Hollis
  - Annihilation (2018) : Josie Radek
  - Creed 2 (2019) : Bianca Creed
  - Entre deux fougères, le film (2019) : Tessa Thompson
  - Clair-obscur (2021) : Irene « Reenie » Redfield
  - Creed 3 (2023) : Bianca Creed

- Gugu Mbatha-Raw dans (8 films) :
  - Il n'est jamais trop tard (2011) : Talia
  - Beyond the Lights (2014) : Noni Jean
  - Free State of Jones (2016) : Rachel
  - The Cloverfield Paradox (2018) : Ava Hamilton
  - Mon âme sœur (2018) : Abbie
  - Brooklyn Affairs (2019) : Laura Rose
  - Merveilles imaginaires (2020) : Alice Darling
  - En plein vol (2024) : l'agent Abby Gladwell

- Zazie Beetz dans (7 films) :
  - Geostorm (2017) : Dana, l'experte en cybersécurité
  - Deadpool 2 (2018) : Neena Thurman / Domino
  - Joker (2019) : Sophie Dumond
  - Lucy in the Sky (2019) : Erin Eccles
  - The Harder They Fall (2021) : Mary « Stagecoach Mary » Fields
  - Bullet Train (2022) : Zoe « Le Frelon »
  - Joker : Folie à deux (2024) : Sophie Dumond

- Issa Rae[2] dans (5 films) :
  - The Lovebirds (2020) : Leilani
  - The Photograph (en) (2020) : Mae Morton
  - Vengeance (2022) : Eloise
  - Barbie (2023) : Barbie présidente
  - Fiction à l'américaine (2023) : Sintara Golden

- Megalyn Echikunwoke dans :
  - Damsels in Distress (2011) : Rose
  - Step Sisters (en) (2018) : Jamilah
  - Emily the Criminal (2022) : Liz

- Lupita Nyong'o dans :
  - Black Panther (2018) : Nakia
  - 355 (2022) : Khadijah Adiyeme
  - Black Panther: Wakanda Forever (2022) : Nakia

- Keke Palmer dans :
  - Queens (2019) : Mercedes
  - Nope (2022) : Emerald Haywood
  - Alice : De l'esclavage à la liberté (2023) : Alice

- Jessica Parker Kennedy dans :
  - Comme Cendrillon 2 (2008) : Tami
  - See for Me (2021) : Kelly

- Autumn Reeser dans :
  - Mise à prix 2 (2010) : AK47
  - La Marque de la vengeance (2017) : Suzanne

- Wunmi Mosaku dans :
  - Citadel (2012) : Marie
  - Sinners (2025) : Annie

- Tiffany Boone dans :
  - Sublimes Créatures (2013) : Savannah Snow
  - Minuit dans l'univers (2020) : Maya

- Condola Rashād dans :
  - Money Monster (2016) : Bree
  - Come Sunday (2018) : Gina Pearson

- Gabourey Sidibe dans :
  - Mission Paradis (2019[n 1]) : Sam
  - Antebellum (2020) : Dawn

- Kirby Howell-Baptiste dans :
  - Cruella (2021) : Anita Darling
  - Le Téléphone de M. Harrigan (2022) : Mme Hart

- Holland Roden dans :
  - Escape Game 2 : Le monde est un piège (2021) : Rachel Ellis
  - Teen Wolf, le film (2023) : Lydia Martin

- Kelly Rowland dans :
  - Le Mauvais Esprit d'Halloween (2022) : Emily Gordon
  - Mea Culpa (2024) : Mea Harper

- Anna Diop dans :
  - Nanny (2022) : Aisha
  - Le Livre de Clarence (2024) : Varinia

- 2000 : Committed (en) : Joline (Heather Graham)
- 2000 : Jardinage à l'anglaise : Holly (Lucy Punch)
- 2002 : Paid in Full : Kiesha (Regina Hall)
- 2003 : One Love : Serena (Cherine Anderson)
- 2004 : Lolita malgré moi : Karen Smith (Amanda Seyfried)
- 2006 : Dance with Me : Larhette (Yaya DaCosta)
- 2006 : Shortbus : Sofia (Sook-Yin Lee)
- 2006 : She's the Man : Viola (Amanda Bynes)
- 2007 : Big Movie : Lucy (Jayma Mays)
- 2008 : Le Bal de l'horreur : Lisa Hines (Dana Davis)
- 2008 : Super blonde : Ashley (Sarah Wright)
- 2009 : American Girls 5 : Que la meilleure gagne ! : Lina (Christina Milian)
- 2009 : Dance Movie : Charity (Essence Atkins)
- 2008 : Dance of the Dragon : Emi Lin (Fann Wong)
- 2009 : Fame : Denise (Naturi Naughton)
- 2010 : Africa United : Celeste (Sherrie Silver (en))
- 2010 : Wake : Adrienne (Jamie-Lynn Sigler)
- 2010 : Burlesque : Ali (Christina Aguilera)
- 2011 : Dragon Gate, la légende des Sabres volants : Ling Yanqiu (Zhou Xun)
- 2012 : Chinese Zodiac : Coco (Helen Yao)
- 2013 : Evil Dead : Natalie (Elizabeth Blackmore)
- 2013 : Odd Thomas contre les créatures de l'ombre : Stormy Llewellyn (Addison Timlin)
- 2015 : Beasts of No Nation : la mère (Ama K. Abebrese)
- 2015 : Rock the Kasbah : Riza (Leem Lubany (en))
- 2015 : The Runner : Kate Harber (Sarah Paulson)
- 2016 : Tigre et Dragon 2 : Vase de Neige (Natasha Liu Bordizzo)
- 2016 : Barbershop: The Next Cut : Draya (Nicki Minaj)
- 2017 : You Get Me : Alison (Halston Sage)
- 2017 : The Circle : Dr Jessica Villalobos (Poorna Jagannathan)
- 2017 : Killing Gunther : Sanaa (Hannah Simone)
- 2017[6] : Sous un autre jour : Latrice (Aja Naomi King)
- 2018 : Ibiza : Leah (Phoebe Robinson (en))
- 2018 : The Holiday Calendar : Abby Sutton (Katerina Graham)
- 2019 : Captive State : Carrie (KiKi Layne)
- 2019 : Quelqu'un de bien : Erin Kennedy (DeWanda Wise)
- 2019 : Hellboy : l'agent Strode (Dawn Sherrer)
- 2019 : The Trap : Porsha (Mila J)
- 2019 : Wedding Nightmare : Emilie Le Domas-Bradley (Melanie Scrofano)
- 2019 : La Belle et le Clochard : Darling Dear (Kiersey Clemons)
- 2019 : Queen and Slim : Naomi (Melanie Halfkenny)
- 2019 : Òlòtūré (en) : Ehi (Ada Ameh)
- 2019 : Sœurs d'armes : la sniper américaine (Nanna Blondell)
- 2020 : Rupture fatale : Jasmine (Bresha Webb)
- 2020 : Rencontre fatale : Courtney (Maya Stojan)
- 2020 : The Craft : Les Nouvelles sorcières : Tabby (Lovie Simone)
- 2020 : Jingle Jangle : Un Noël enchanté : Jessica Jangle (Anika Noni Rose)
- 2020 : La Convocation : Uzoamaka (Bukunmi Oluwasina (en))
- 2020 : Fatale : Tracie Tyler (Damaris Lewis (en))
- 2020 : Un Noël tombé du ciel : Erica Miller (Kat Graham)
- 2020 : Archenemy : Melissa (Jessica Allain (en))
- 2020 : Desperados : Kaylie (Sarah Burns)
- 2021 : Judas and the Black Messiah : Deborah Johnson (Dominique Fishback)
- 2021 : Respect : Aretha Franklin (Jennifer Hudson)
- 2021 : La Proie : Claudia (Samiah Alexander)
- 2022 : Eaux profondes : Mary Washington (Devyn Tyler (en))
- 2022 : Beauty (en) : Jasmine (Aleyse Shannon (en))
- 2022 : Day Shift : Jocelyn Jablonski (Meagan Good)
- 2022 : Barbare : Tess (Georgina Campbell)
- 2022 : The Woman King : ? (?)
- 2022 : Rise : La Véritable Histoire des Antetokounmpo (en) : Veronica Antetokoúnmpo (Yetide Badaki)
- 2022 : Enola Holmes 2 : Mira Troy (Sharon Duncan-Brewster)
- 2022 : Silverton Siege : Mbali Terra Mabunda (Noxolo Dlamini)
- 2022 : Des bleus à l'âme (en) : Monica (Shinelle Azoroh)
- 2022 : Breaking (en) : Estel Valerie (Nicole Beharie)
- 2023 : John Wick : Chapitre 4 : la DJ (Marie-Pierra Kakoma)
- 2023 : Ils ont cloné Tyrone : Yo-Yo (Teyonah Parris)
- 2023 : Back on the Strip (en) : Eve (Caryn Ward (en))
- 2023 : Dumb Money : Jenny (America Ferrera)
- 2023 : La Tresse : Smita (Mia Maelzer)
- 2023 : La Probabilité statistique de l'amour au premier regard : la narratrice (Jameela Jamil) (voix)
- 2023 : La Couleur pourpre : Nettie Harris (Ciara)
- 2023 : Scandaleusement vôtre : Gladys Moss (Anjana Vasan (en))
- 2024 : Bob Marley: One Love : ? (?)
- 2024 : Bad Boys: Ride or Die : Christine (Melanie Liburd)
- 2024 : Carry-On : Elena Cole (Danielle Deadwyler)
- 2024 : Night Swim : Dr Sridhar (Rahnuma Panthaky)
- 2024 : The Spy Code (en) : Kacey Walker (Abigail Breslin)
- 2025 : Drop Game : Cara, la barmaid (Gabrielle Ryan)
- 2025 : À bout : Bunny (Ashanti Brown)

#### Films d'animation
- 1995[n 2] : Papadoll au royaume des chats : Chuchu
- 1998 : Les Razmoket, le film : Susie Carmichael
- 1999 : Les Secrets merveilleux du Père Noël[7] : Nathalie
- 2000 : Les Razmoket à Paris, le film : Susie Carmichael
- 2000 : Alvin et les Chipmunks contre le loup-garou : Eleanor Miller
- 2001 : Jimmy Neutron, un garçon génial : Libby Folfax
- 2001 : Metropolis : Tima
- 2002 : Huit Nuits folles d'Adam Sandler : voix additionnelles
- 2003 : Les Enfants de la pluie : Kallisto
- 2003 : Le Petit Monde de Charlotte 2 : voix additionnelles
- 2003 : Les Razmoket rencontrent les Delajungle : Susie Carmichael et Kira Watanabe-Fifrelin
- 2005 : Plume et l'Île mystérieuse : Iguanita
- 2005 : Les Petits Einstein : Notre Grande Super Aventure (en) : June
- 2006 : Le Journal de Barbie : Dawn
- 2007 : Barbie : Magie de l'arc-en-ciel : Shimmer
- 2008 : Barbie et la Magie de Noël : Catherine
- 2009 : Totally Spies! le film : Clover (création de voix)
- 2010 : Il était une fois l'huile : ? (court métrage, création de voix)
- 2016 : Vaiana : La Légende du bout du monde : voix additionnelles
- 2016 : Le Petit Dinosaure : L'Expédition héroïque : Petit-Pied
- 2016 : Le Monde de Dory : voix additionnelles
- 2017 : Zombillénium : la maîtresse (création de voix)
- 2019 : Bonjour le monde ! : la Noctule de Leisler (création de voix)
- 2020 : Scooby ! : Lili[n 3]
- 2020 : Miraculous World : New York, les héros unis : Aeon / Uncanny Valley (création de voix)
- 2021 : La Vingtaine (en) : Gia à 21 ans (court-métrage)
- 2023 : Ruby, l'ado Kraken : Agatha Gillman[n 4]

### Télévision

#### Téléfilms
- Autumn Reeser dans :
  - Un amour de loup-garou (2007) : Julia
  - La Parade de Noël (2012) : Emily Jones
  - Un mariage sans fin (2015) : Jaclyn Palmer
  - Amour versus glamour (2015) : Sarah
  - Croisière romantique (2019) : Tia

- Genelle Williams dans :
  - Les Diamants de Noël (2018) : l'agent Robinson
  - Mon Noël en Alaska (2018) : Karen Yazzi
  - Coup de foudre et amnésie (2022) : Diane

- Heather Hemmens dans :
  - Tous en scène à Noël (2021) : Beth Hendricks
  - Une New-Yorkaise sous les tropiques (2022) : Jade Taylor
  - Une pincée de Portugal (2023) : Anna

- Christina Milian dans : 
  - L'Ange des neiges (2010) : Sloane
  - Souvenirs de Noël (2018) : Noëlle

- 2005 : Figure libre : Katelin Kingsford (Jordan Hinson)
- 2006 : La Course au mariage : Emily (Sarah Paulson)
- 2006 : L'Initiation de Sarah  : Esme (Tessa Thompson)
- 2007 : Une erreur de jeunesse : Mandy Tarr (Emily Hirst)
- 2009 : Une femme fragile : Megan Walker (Shiri Appleby)
- 2011 : Alexandra : Disparue : Alexandra Walch (Emilia Schüle)
- 2012 : Mauvaise Influence : Vanessa Redlann (Jessica Lowndes)
- 2012 : Le Rêve du chanteur masqué : Kadee Worth (Keke Palmer)
- 2012 : Double Destinée : Lila (Bianca Lawson)
- 2013 : L'Héritage de Katie : Camilla (Abigail Pagan)
- 2013 : Veux-tu toujours m'épouser ? : Casey (Jessica Parker Kennedy)
- 2015 : Un baby-sitting pour deux : Elena (Tiffany Hines)
- 2017 : Un amour interdit : Dr Allen (Amber Hutchins)
- 2017 : Second coup de foudre à Noël : Terry (Alexandria Collins)
- 2018 : Le destin au bout du fil : Rachel (Karissa Tynes)
- 2019 : Un baiser pour Noël : Talia (Ahmarie Holmes)
- 2019 : Inavouable tentation : Lori (Dana Davis)
- 2020 : Les 12 rendez-vous de Noël : Carla (Melissa Marie Elias)
- 2020 : Romance par accident : Daphné (Getenesh Berhe)
- 2021 : Confessions d'une mythomane : Morgan (Jennifer Nicole Freeman)
- 2021 : Rencard avec le diable : Hannah (Candice Marie Singleton)
- 2021 : Ma sulfureuse meilleure amie : Giselle (Natasha Marc)
- 2022 : La Briseuse de mariage : Faith (Alexis Allotta)
- 2022 : La Légende du prince de Noël : Shelby (Tamera Mowry)
- 2022 : Un drôle d'ange gardien pour Noël : Marlow (Tamala Jones)
- 2022 : Quatre sœurs pour un meurtre : Brianne (Morgan Alexandria)
- 2023 : Un Noël so British : Anji Patel (Reshma Shetty)
- 2023 : Coup de foudre en cadeau de Noël : ? (?)
- 2023 : Coup de foudre sur une valse de Noël : CeCe (Stephanie Siadatan)

#### Téléfilms d'animation
- 2002 : Baby Looney Tunes : Joyeuses Pâques : Lola Bunny
- 2017 : Beat Bugs : All Together Now : voix additionnelles

#### Séries télévisées
- Tessa Thompson dans (9 séries) :
  - Cold Case : Affaires classées (2005) : Paige « Billie » Ducette (saison 2, épisode 22)
  - Veronica Mars (2005-2006) : Jackie Cook (22 épisodes)
  - Life (2008) : Liza (saison 2, épisode 12)
  - Private Practice (2009) : Zoe Salter (saison 2, épisode 22 et saison 3, épisode 5)
  - Heroes (2009) : Rebecca « Becky » Taylor (saison 4)
  - Three Rivers (2009) : Penelope Kirkell (épisode 10)
  - Detroit 1-8-7 (2010-2011) : Lauren Washington (3 épisodes)
  - Rizzoli and Isles (2011) : l'agent du FBI Anna Farrell (saison 2, épisode 12)
  - Westworld (2016-2022) : Charlotte Hale (30 épisodes)

- Autumn Reeser dans (8 séries) :
  - Newport Beach (2005-2007) : Taylor Townsend (31 épisodes)
  - Ghost Whisperer (2007) : Sloane Alexander (saison 3, épisode 2)
  - Super Hero Family (2010-2011) : Katie Andrews (20 épisodes)
  - Hawaii 5-0 (2011-2013) : Gabrielle Asano (6 épisodes)
  - Last Resort (2012-2013) : Kylie Sinclair (13 épisodes)
  - The Whispers (2015) : Amanda Weil (3 épisodes)
  - Salvation (2017) : Theresa / Tess (saison 1)
  - 9-1-1 (2018) : Dr Wells (saison 1, épisode 2)

- Kirby Howell-Baptiste dans (7 séries) :
  - Killing Eve (2018) : Elena Felton (8 épisodes)
  - Barry (2018-2023) : Sasha Smith (16 épisodes)
  - The Good Place (2018-2020) : Simone Garnett (12 épisodes)
  - Veronica Mars (2019) : Nicole Malloy (saison 4)
  - Why Women Kill (2019) : Taylor Harding (saison 1)
  - Sandman (2022-2025) : Mort (5 épisodes)
  - Sugar (2024) : Ruby

- Jessica Parker Kennedy dans (5 séries) :
  - Kaya (en) (2007) : Natalee (10 épisodes)
  - Smallville (2008-2010) : Bette Sans Souci / Plastique (3 épisodes)
  - Valemont (2009) : Beatrice Granville (33 épisodes)
  - The Secret Circle (2011-2012) : Melissa Glaser (22 épisodes)
  - Percy Jackson et les Olympiens (2023) : Méduse (saison 1, épisode 3)

- Candice King dans (5 séries) :
  - Vampire Diaries (2009-2017) : Caroline Forbes (171 épisodes)
  - The Originals (2018) : Caroline Forbes (saison 5)
  - The Orville (2019) : Solana Kitan (saison 2, épisode 3)
  - Legacies (2021 / 2022) : Caroline Forbes (saison 3, épisode 3 et saison 4, épisode 20)
  - Nous les menteurs (2025) : Bess Sinclair

- Issa Rae dans (5 séries) :
  - Insecure (2016-2021) : Issa Dee (44 épisodes)
  - A Black Lady Sketch Show (2019-2021) : Plaintiff / Daffodil Dunham / Jess (5 épisodes)
  - #BlackAF (en) (2020) : elle-même (épisode 5)
  - Roar (2022) : Wanda Shepard (épisode 1)
  - Black Mirror (2025) : Brandy (saison 7, épisode 3)

- Jamie-Lynn Sigler dans (4 séries) :
  - Les Soprano (1999-2007) : Meadow Soprano (73 épisodes)
  - Entourage (2008-2009) : Jamie-Lynn Sigler (13 épisodes)
  - Ugly Betty (2009) : Natalie (saison 4)
  - Drop Dead Diva (2011) : Tina Howard (saison 3, épisode 13)

- Dana Davis dans (4 séries) :
  - The Nine : 52 heures en enfer (2006-2007) : Felicia Jones (13 épisodes)
  - Pushing Daisies (2008) : Barb (saison 2, épisode 4)
  - Body of Proof (2011) : Dora Mason (saison 2, épisode 9)
  - Les Experts (2012) : Amanda Pedroia (saison 13, épisode 3)

- Anika Noni Rose dans (4 séries) :
  - L'Agence no 1 des dames détectives (2008-2009) : Grace Makutsi (7 épisodes)
  - The Good Wife (2010-2013) : Wendy Scott-Carr (14 épisodes)
  - New York, unité spéciale (2011) : Miriam Deng (saison 13, épisode 1)
  - La Maison sur le lac (2011) : Sara Tidwell (mini-série)

- Mekia Cox dans (4 séries) :
  - Undercovers (2010-2012) : Lizzy Gilliam (11 épisodes)
  - Secrets and Lies (2016) : Amanda Warner (saison 2)
  - Once Upon a Time (2017-2018) : Sabine / princesse Tiana (21 épisodes)
  - The Rookie : Le Flic de Los Angeles (depuis 2019) : Nyla Harper

- Gabourey Sidibe dans (4 séries) :
  - The Big C (2010-2013) : Andrea Jackson (31 épisodes)
  - Empire (2015-2020) : Becky (90 épisodes)
  - American Horror Story (2016-2018) : Queenie / Regina Ross (2e voix, 6 épisodes)
  - American Horror Stories (2022) : Jaslyn Taylor (saison 2, épisode 2)

- Idara Victor dans (4 séries) :
  - Rizzoli and Isles (2014-2016) : Nina Holiday (42 épisodes)
  - Castle (2016) : Patty (saison 8, épisode 12)
  - Pure Genius (2016) : Tanya Jackson (épisode 2)
  - Minx (2022-2023) : Tina (18 épisodes)

- Anna Diop dans (4 séries) : 
  - Quantico (2015) : Mia (saison 1, épisodes 5 et 8)
  - The Messengers (2015) : Rose Arvale (13 épisodes)
  - 24 Heures : Legacy (2016-2017) : Nicole Carter (12 épisodes)
  - DC Titans (2018-2023) : Koriand'r / Starfire (42 épisodes)

- Zazie Beetz dans (4 séries) :
  - Atlanta (2016-2022) : Vanessa « Van » Keefer (30 épisodes)
  - La Folle Histoire du monde 2 (2023) : Marie Madeleine (mini-série)
  - Black Mirror (2023) : Bo (saison 6, épisode 4)
  - Full Circle (2023) : Mel Harmony (mini-série)

- Sarah Paulson dans :
  - Jack and Jill (1999-2001) : Elisa Cronkite (33 épisodes)
  - Nip/Tuck (2004) : Agatha Ripp (saison 2, épisode 8)
  - Studio 60 (2006-2007) : Harriet Hayes (22 épisodes)

- Kandyse McClure dans :
  - Cœurs rebelles (2000) : Katherine Ann « Kat » Cabot (22 épisodes)
  - Hemlock Grove (2013) : Dr Clémentine Chasseur (10 épisodes)
  - Ghost Wars (2017-2018) : Dr Landis Baker (9 épisodes)

- Megalyn Echikunwoke dans :
  - Supernatural (2006) : Cassie Robinson (saison 1, épisode 13)
  - Mind Games (2014) : Megan Shane (13 épisodes)
  - Almost Family (2019-2020) : Edie Palmer (13 épisodes)

- Shiri Appleby dans :
  - Urgences (2008-2009) : Dr Daria Wade (saison 15)
  - Life Unexpected (2010-2011) : Cate Cassidy (26 épisodes)
  - Chicago Fire (2012-2013) : Clarice Carthage (saison 1)

- Bianca Lawson dans :
  - La Vie secrète d'une ado ordinaire (2009) : Shawna (saison 1)
  - Pretty Little Liars (2010-2012) : Maya St. Germain (22 épisodes)
  - Beauty and the Beast (2012) : Lafferty (saison 1, épisode 8)

- Addison Timlin dans :
  - Californication (2011) : Sasha Bingham (saison 4)
  - Zero Hour (2013) : Rachel Lewis (13 épisodes)
  - StartUp (2017-2018) : Mara Chandler (16 épisodes)

- Jasika Nicole dans :
  - Fringe (2011-2013) : Astrid Farnsworth (2e voix, saisons 4 et 5)
  - Scandal (2013-2016) : Kim Muñoz (7 épisodes)
  - Major Crimes (2015) : Dolly Bowen (saison 4, épisode 16)

- Hannah Simone dans :
  - New Girl (2011-2018) : Cecilia « Cece » Parekh (146 épisodes)
  - Single Parents (en) (2018) : Dr Monica Dewan (saison 1)
  - Not Dead Yet (2023-2024) : Sam (23 épisodes)

- Gugu Mbatha-Raw dans :
  - Touch (2012) : Clea Hopkins (saison 1)
  - The Morning Show (2019) : Hannah Shoenfeld (saison 1)
  - Surface (en) (depuis 2022) : Sophie Ellis / Tess Caldwell

- Aja Naomi King dans :
  - Dr Emily Owens (2012-2013) : Dr Cassandra Kopelson (13 épisodes)
  - Murder (2014-2020) : Michaela Pratt (90 épisodes)
  - Lessons in Chemistry (2023) : Harriet Slone

- Erinn Westbrook dans :
  - Glee (2013) : Bree (saison 5)
  - Bones (2014) : Brenda (saison 10, épisode 3)
  - Insatiable (2018-2019) : Magnolia Barnard (19 épisodes)

- Xosha Roquemore dans :
  - The Mindy Project (2013-2017) : Tamra Webb (82 épisodes)
  - I'm Dying Up Here (2018) : Dawn Lima (saison 2)
  - Pour toujours (2025) : Shelly

- Georgina Campbell dans :
  - Flowers (2016) : Abigail (saison 1)
  - Philip K. Dick's Electric Dreams (2017) : Barbara (épisode 2)
  - Le Cheval pâle (2020) : Delphine Easterbrook (mini-série)

- Melanie Liburd dans :
  - Dark Matter (2016-2017) : Nyx Harper (13 épisodes)
  - Gypsy (2017) : Alexis (10 épisodes)
  - High Potential (2025) : Tiana Johnson (saison 1, épisode 9)

- Wunmi Mosaku dans :
  - The End of the F***ing World (2017) : Teri Darego (saison 1)
  - Luther (2019) : le sergent Catherine Halliday (saison 5, épisodes 1 à 4)
  - Lovecraft Country (2020) : Ruby Baptiste (10 épisodes)

- Valerie Vernon dans :
  - Power Rangers : L'Autre Galaxie (1999) : Kendrix Morgan / Ranger Galactique Rose (44 épisodes)
  - Power Rangers : Sauvetage éclair (2000) : Kendrix Morgan / Ranger Galactique Rose (épisode 30)

- Lauren Collins dans :
  - Degrassi : La Nouvelle Génération (2001-2009) : Paige Michalchuk (147 épisodes)
  - Sex/Life (2021) : Mlle Brenda (saison 1, épisodes 3 et 4)

- Sarah Hagan dans :
  - Boston Public (2002) : Melissa (saison 2, épisode 12)
  - Buffy contre les vampires (2002-2003) : Amanda (saison 7)

- Abigail Breslin dans :
  - New York, unité spéciale (2004) : Patty Branson (saison 6, épisode 1)
  - NCIS : Enquêtes spéciales (2004) : Sandy Watson (saison 2, épisode 1)

- Sarah Wright dans :
  - Les Quintuplés (2004-2005) : Paige Chase (22 épisodes)
  - The Middle (2010) : Kasey (saison 2, épisode 7)

- Genelle Williams dans :
  - Warehouse 13 (2009-2014) : Leena (52 épisodes)
  - Remedy (2014-2015) : Zoe Rivera (20 épisodes)

- Aarti Mann dans :
  - The Big Bang Theory (2010-2011) : Priya Koothrappali, la sœur de Raj (12 épisodes)
  - Grey's Anatomy (2017) : Holly Harner (saison 13, épisode 22)

- Vinessa Antoine dans :
  - Les Mystères de Haven (2011) : Evidence « Evi » Ryan (saison 2)
  - Grey's Anatomy (2024-2025) : Skye Williams (saison 21)

- Holland Roden dans :
  - Teen Wolf (2011-2017) : Lydia Martin (100 épisodes)
  - Mythes et Croyances (2017) : Bridget Cleary (saison 1, épisode 3)

- Tracy Ifeachor dans :
  - Strike Back (2012) : Lilian Lutulu (saison 3, épisodes 7 et 8)
  - En traître (2022) : Dede (mini-série)

- Zosia Mamet dans :
  - Girls (2012-2017) : Shoshanna Shapiro (48 épisodes)
  - Les Chroniques de San Francisco (2019) : Claire Duncan (6 épisodes)

- Sherri Saum dans :
  - The Fosters (2013-2018[n 5]) : Lena Adams Foster (104 épisodes)
  - Good Trouble (2019-2024) : Lena Adams Foster (10 épisodes)

- Tiffany Hines dans :
  - Devious Maids (2014) : Didi Miller (saison 2)
  - The Guardians of Justice (2022) : Black Bow

- Shvorne Marks dans :
  - Les Enquêtes de Morse (2014-2017) : Monica Hicks (7 épisodes)
  - Breeders (2020-2022) : Nadia (5 épisodes)

- LeToya Luckett dans :
  - Ballers (2015) : Tina (saison 1, épisodes 1 et 7)
  - Rosewood (2016-2017) : Tawnya (saison 2)

- Keke Palmer dans :
  - Scream Queens (2015-2016) : Zayday Williams (23 épisodes)
  - Berlin Station (2017-2019) : April Lewis (19 épisodes)

- Christina Milian dans :
  - Grandfathered (2015-2016) : Vanessa (22 épisodes)
  - Dexter : Les Origines (depuis 2024) : Maria LaGuerta

- Parisa Fitz-Henley dans :
  - Midnight, Texas (2017-2018) : Fiji Cavanaugh (19 épisodes)
  - Falling Water (2018) : Christy (saison 2, épisodes 8 et 9)

- Zawe Ashton dans :
  - Wanderlust (2018) : Claire Pascal (5 épisodes)
  - The Handmaid's Tale : La Servante écarlate (2021) : Oona (saison 4)

- Janicza Bravo dans :
  - Camping (en) (2018) : Nina-Joy (8 épisodes)
  - Too Much (2025) : Kim Keith

- Tess Paras dans :
  - Just Add Magic (2019) : Erin Chua (saison 3)
  - Just Add Magic : Mystery City (2020) : Erin Chua (10 épisodes)

- Asjha Cooper dans :
  - All American (depuis 2019) : Kia Williams
  - Chicago Med (2021-2022) : Dr Vanessa Taylor (29 épisodes)

- Gail Mabalane dans :
  - Blood and Water (2020-2021) : Thandeka Khumalo (13 épisodes)
  - Furtive (2023) : Zenzi Mwale

- Deborah Ayorinde (en) dans :
  - Truth Be Told : Le Poison de la vérité (2021) : Rose (saison 2)
  - Eux (depuis 2021) : Livia « Lucky » Emory

- Laura Harrier dans :
  - Mike (en) (2022) : Robin Givens (mini-série)
  - Docteur Odyssey (2024) : Vivian Montgomery

- 1998-2001 : JAG : Chloe Madison (Mae Whitman) (8 épisodes)
- 1999 : Power Rangers : L'Autre Galaxie : Trakeena (Amy Miller) (33 épisodes)
- 1999-2000 : Sabrina, l'apprentie sorcière  : Dreama (China Shavers) (12 épisodes)
- 1999-2002 : New York Police Blues : Theo Sipowicz (Austin Majors) (1re voix, saisons 6 à 9)
- 1999-2002 : La Double Vie d'Eddie McDowd : Sariffa Chung (Brenda Song) (19 épisodes)
- 2000 : Charmed : Tessa (Lela Lee) (saison 2, épisode 13)
- 2000 : Dune : Alia Atréides (Laura Burton) (mini-série)
- 2000-2001 : Xena, la guerrière : Lachesis (Chloe Jordan) (4 épisodes)
- 2001-2009 : Urgences : Rachel Greene (Hallee Hirsh) (14 épisodes)
- 2003[8] : Alliances & Trahisons : Emily Bowen Quartermaine (Natalia Livingston)
- 2003 : La Treizième Dimension : Danielle Randall (Ashley Edner) (épisode 38)
- 2003-2006 : Roméo ! : Myra Salinger (Brittney Wilson) (22 épisodes)
- 2004 : Deadwood : Flora Anderson (Kristen Bell) (saison 1, épisodes 7 et 8)
- 2004 : Cold Case : Affaires classées : Renee (1969) (Maggie Grace) (saison 1, épisode 16)
- 2004-2006 : La Vie avant tout : Dr Kayla Thorton (Tamera Mowry) (37 épisodes)
- 2005-2006 : Réunion : Destins brisés : Jenna Moretti (Amanda Righetti) (13 épisodes)
- 2006 : Femme$ de footballeurs : Liberty Baker (Phina Oruche) (8 épisodes)
- 2006 : Freddie : Denise (Denise Quiñones) (4 épisodes)
- 2006 : Windfall : Des dollars tombés du ciel : Kimberly Jones (Malinda Williams) (5 épisodes)
- 2007 : Entourage : Anna Faris (Anna Faris) (saison 4)
- 2007-2011 : Friday Night Lights : Erin (Tamara Jolaine) (6 épisodes) et Jess Merriweather (Jurnee Smollett-Bell) (26 épisodes)
- 2007-2013 : Les Feux de l'amour : Roxanne (Tatyana Ali) (53 épisodes)
- 2008 : XIII : La Conspiration : Lauren Jones (Lucinda Davis) (mini-série)
- 2008 : La Petite Dorrit : Tattycoram (Freema Agyeman) (mini-série)
- 2008-2009 : Life on Mars : l'inspecteur Maya Daniels (Lisa Bonet) (5 épisodes)
- 2009 : Whitechapel : Mme Buki (Tameka Empson) (3 épisodes)
- 2009 : Ghost Whisperer : Ashley (Aaliyah Franks) (saison 4, épisode 15)
- 2009-2011 : Physique ou Chimie : Alma Nuñez Fontevilla (Sandra Blázquez) (55 épisodes)
- 2009-2012 : The Listener : Dr Olivia Fawcett (Mylène Dinh-Robic) (31 épisodes)
- 2009-2013 : Les Experts : Miss Kitty/Angela Banner (Tangie Ambrose) (4 épisodes) et Terri Royce (Deidrie Henry) (saison 14, épisode 7)
- 2009-2016 : L'Aigle rouge : Margarita (Inma Cuesta) (102 épisodes)
- 2009-2022 : NCIS : Enquêtes spéciales : Carol Wilson (Meredith Eaton) (4 épisodes)
- 2010 : Legend of the Seeker : L'Épée de vérité : la Sœur Marianna (Elizabeth Blackmore) (saison 2)
- 2010 : Material Girl : Ali Redcliffe (Lenora Crichlow) (6 épisodes)
- 2010 : American Wives : Marisol Evans (Gina Rodriguez) (saison 4, épisodes 4 à 6)
- 2010 : Lie to Me : Robin (Jerrika Hinton) (saison 2, épisode 17)
- 2010-2011 : Treme : Jill (Danai Gurira) (6 épisodes)
- 2010-2014 : Mick Brisgau, le come-back d'un super flic : Isabelle Brisgau (Luise Risch) (18 épisodes)
- 2011 : Downton Abbey : Lavinia Swire (Zoe Boyle) (saison 2)
- 2011 : La Gifle : Aisha (Sophie Okonedo) (mini-série)
- 2011 : Terra Nova : Kara (Romy Poulier) (4 épisodes)
- 2011-2012 : Skins : Grace Violet (Jessica Sula) (14 épisodes)
- 2011-2016 : Supernatural : Amy jeune (Emma Grabinsky) (saison 7, épisode 3), Delilah Marian (Willa Milner) (saison 10, épisode 13), Michelle (Cate Sproule) et Max Johnson (Logan Williams) (saison 11, épisode 7), Zoe (Isabelle Beech), Maddie Berman (Jena Skodje), Reese (Anja Savcic) et Fletcher (Benjamin Wosk) (saison 11, épisode 8) et Will Henderson (Arien Boey) (saison 11, épisode 16)
- 2011-2018 : Suits : Avocats sur mesure : Rachel Zane (Meghan Markle) (108 épisodes)
- 2012 : The Hour : Rosa Maria Ramírez (Hannah John-Kamen) (4 épisodes)
- 2012 : Body of Proof : Jackie Reynolds (Mariah Iman Wilson) (saison 2, épisode 18)
- 2012-2014 : Real Humans : 100 % humain : Flash (Josephine Alhanko) (20 épisodes)
- 2012-2014 : The Newsroom : Tamara Hart (Wynn Everett (en)) (19 épisodes)
- 2013-2014 : Anger Management : Sateen Patel (Schuyler Helford) (4 épisodes)
- 2013-2015 : Banshee : Alma (Deja Dee) (12 épisodes), Alison Medding (Afton Williamson) (14 épisodes)
- 2013-2022 : Peaky Blinders : Esme Shelby (Aimee-Ffion Edwards) (17 épisodes)
- 2014 : Major Crimes : Keisha Perry (Tiffany Boone) (saison 3, épisode 12)
- 2015 : Defiance : Kindzi (Nichole Galicia) (11 épisodes)
- 2015 : iZombie : Kimber Cooper (Stephanie Bennett) (saison 1, épisode 12)
- 2015 : Brooklyn Nine-Nine : Tricia (Makayla Lysiak) (saison 2, épisode 22) et Alice, l'hôtesse (Lyric Lewis) (saison 2, épisode 23)
- 2015-2016 : Togetherness : Tina Morris (Amanda Peet) (16 épisodes)
- 2015-2018 : Sense8 : Shiro (Chichi Seii) (15 épisodes)
- 2015-2019 : Ballers : Molly (Christine Bently) (saison 1, épisode 1) et Candace Brewer (Emayatzy Corinealdi) (14 épisodes)
- 2016 : Vinyl : Cece (Susan Heyward) (10 épisodes)
- 2016 : Les Enquêtes de Morse : Verity Richardson (Gala Gordon) (saison 3, épisode 2)
- 2016 : Les Enquêtes de l'inspecteur Wallander : le sergent Grace Mthembu (Bonnie Henna) (saison 4, épisode 1)
- 2016-2017 : Kill Skills : Mette Cornelius (Silja Eriksen Jensen) (15 épisodes)
- 2016-2018 : Chesapeake Shores : Leigh Corley (Brittany Willacy) (18 épisodes)
- 2016-2019 : Easy : Chase (Kiersey Clemons) (4 épisodes)
- 2017 : Wet Hot American Summer: Ten Years Later : Claire (Sarah Burns) (mini-série)
- 2017-2018 : Marlon : Zack Wayne (Amir O'Neil) (20 épisodes)
- 2017-2019 : Nola Darling n'en fait qu'à sa tête : Nola Darling (DeWanda Wise) (19 épisodes)
- 2017-2021 : Dear White People : Samantha White (Logan Browning) (40 épisodes)
- depuis 2017 : Les Enquêtes de Murdoch : Violet Hart (Shanice Banton)
- 2018 : Trauma : Alana Allerton (Jade Anouka) (mini-série)
- 2018 : Ash vs. Evil Dead : Zoe (Emelia Burns) (saison 3)
- 2018 : House of Cards : Melody Cruz (Athena Karkanis) (saison 6)
- 2018 : Pine Gap : Immy Dupain (Madeleine Madden) (mini-série)
- 2018 : Le Parfum : Nadja Simon (Friederike Becht) (6 épisodes)
- 2018-2020 : C.B. Strike : le sergent Vanessa Ekwensi (Ann Akinjirin) (4 épisodes)
- 2018-2021 : Cobra Kai : Sheila (Kwajalyn Brown) (4 épisodes)
- 2019 : Dans leur regard : Tanya (Aurora Perrineau) (mini-série)
- 2019 : Black Mirror : Theo (Nicole Beharie) (saison 5, épisode 1) et Tipi (Crystal Clarke) (saison 5, épisode 2)
- 2019 : The Murders (en) : Takira Green (Megan Danso) (épisode 6)
- 2019-2020 : Miracle Workers : Rosie (Lolly Adefope) (17 épisodes)
- 2019-2020 : NOS4A2 : Margaret « Maggie » Leigh (Jahkara Smith) (20 épisodes)
- 2019-2021 : Dr Harrow : Edwina Gharam (Faustina Agolley) (14 épisodes)
- 2019-2022 : Comment élever un super-héros : Nicole Reese-Warren (Alisha Wainwright) (17 épisodes)
- 2019-2023 : The L Word: Generation Q : Sophie Suárez (Rosanny Zayas) (28 épisodes)
- 2019-2023 : High School Musical : La Comédie musicale, la série : Ashlyn Caswell (Julia Lester) (38 épisodes)
- depuis 2019 : Les Monstromalins : Cody (Stephanie D'Abruzzo) (voix)
- 2020 : How to Ruin Christmas : Refiloe (Nambitha Ben-Mazwi) (3 épisodes)
- 2020 : The Flight Attendant : l'agent Kim Hammond (Merle Dandridge) (saison 1)
- 2020-2022 : The Walking Dead : Juanita « Princesse » Sanchez (Paola Lázaro) (23 épisodes)
- 2020-2022 : The Chi : Dom (La La Anthony) (9 épisodes)
- 2020-2023 : Big Sky : Cassie Dewell (Kylie Bunbury) (47 épisodes)
- 2021 : Hit & Run : Syd (Siena Kelly) (3 épisodes)
- 2021 : Nancy Drew : Valentina Samuels (Rukiya Bernard) (saison 2)
- 2021 : Mare of Easttown : Beth Hanlon (Chinasa Ogbuagu) (mini-série)
- 2021-2022 : 4400 : LaDonna Landry (Khailah Johnson) (13 épisodes)
- 2021-2022 : Our Kind of People : Angela Vaughn (Yaya DaCosta) (12 épisodes)
- 2021-2022 : Queens : Brianna Robinson (Eve) (13 épisodes)
- 2021-2022 : The Good Fight : Carmen Moyo (Charmaine Bingwa) (18 épisodes)
- 2021-2023 : Gossip Girl : Julien « J.C. » Calloway (Jordan Alexander) (22 épisodes)
- 2021-2023 : Fantasy Island : Dr Gina (Gabriela Z. Hernandez) (5 épisodes)
- 2021-2023 : Swagger (en) : Jenna Carson (Shinelle Azoroh) (18 épisodes)
- 2021-2023 : Sweet Tooth : Aimee Eden (Dania Ramírez) (11 épisodes)
- 2021-2023 : The Game (en) : Brittany Pitts (Adriyan Rae (en))
- 2021-2024 : Superman et Loïs : Lana Lang Cushing (Emmanuelle Chriqui) (46 épisodes)
- 2022 : Miss Marvel : Fariha (Adaku Ononogbo) (mini-série)
- 2022 : Vampire Academy : Rosemarie « Rose » Hathaway (Sisi Stringer)
- 2022 : Conversations with Friends : Bobbi Connolly (Sasha Lane)
- 2022 : Physical : Wanda (Tawny Newsome) (saison 1)
- 2022 : Respirer : Ruth (Getenesh Berhe) (mini-série)
- 2022 : Blood Psalms : l'émissaire de Heka (Thando Thabethe)
- 2022 : The Resort : Luna (Gabriela Cartol (es)) (8 épisodes)
- 2022 : Trigger Point (en) : Samira Desai (Manjinder Virk (en)) (saison 1)
- depuis 2022 : La Petite Ferme enchantée : Pickle (Nick Kellington) (voix)
- 2023 : Funny Woman (en) : Diane (Clare-Hope Ashitey)
- 2023 : Swarm : Marissa (Chloe Bailey)
- 2023 : Tiny Beautiful Things : Montana (Aneasa Yacoub)
- 2023 : Deadloch : ? (?)
- 2023 : Hijack : Marsha Smith-Nelson (Christine Adams)
- 2023 : Slip (en) : Gina (Tymika Tafari)
- 2023 : American Horror Story : Nicolette (Michaela Jaé Rodriguez) (saison 12)
- 2023 : Black Snow (en) : Hazel Baker (Jemmason Power)
- 2023 : Jane : Toni (Samantha Walkes)
- 2023 : Black Cake (en) : Pearl Thomas (Faith Alabi) (mini-série)
- 2023 : The Chef, la série : Carly (Vinette Robinson) (mini-série)
- 2023-2025 : Knokke Off : Christine Verduyn (Jasmine Sendar)
- 2023-2025 : The Last of Us : Maria Miller (Rutina Wesley)
- 2024 : Double Piège : Molly Sardana (Clara Indrani) (mini-série)
- 2024 : Un jour : Suki (Rebekah Murrell) (mini-série)
- 2024 : Reine rouge (es) : Ladybug (Sélam Ortega)
- 2024 : The Acolyte : Mère Aniseya (Jodie Turner-Smith) (mini-série)
- 2024 : Sunny : Suzie Sakamoto (Rashida Jones)
- 2024 : Nightmares and Daydreams par Joko Anwar (en) : Rania / Laras (Marissa Anita)
- 2024 : Dune: Prophecy : Theodosia (Jade Anouka (en))
- 2024 : Blood Legacy (en) : Khanyi Adesina (Xolile Tshabalala (en))
- 2025 : La Résidence : Jasmine Haney (Susan Kelechi Watson) (mini-série)
- 2025 : The Pitt : Joyce St. Claire (Ashley Romans (en))
- 2025 : Pulse : Dr Lucy Broussard (Charlayne Woodard)
- 2025 : Washington Black (en) : Miss Angie (Sharon Duncan-Brewster) (mini-série)

#### Séries d'animation
- 1991 : Nadia, le secret de l'eau bleue : Gladys et Marie (épisode 34 seulement)
- 1991-2003 : Les Razmoket : Kimi Watanabe-Fifrelin
- 1998 : Princesse Shéhérazade : Aïwa (épisode 42)
- 1999-2002 : Tweenies : Fizz
- 2000-2001[n 6] : Vandread : Ezra Vieil
- 2000-2001 : Wounchpounch : Chris Douillet
- 2000-2004 : Magical DoReMi : Sophie, Bibi, Flora et Mlle Coucou
- 2001 : Drôles de petits monstres : Natacha la Gorgone
- 2001-2002 : Les Quintuplés (en) : Chrystelle
- 2001-2013 : Totally Spies! : Clover, Stella (la mère de Clover)
- 2002-2004 : Funky Cops : Flora « Fly » Ibañez
- 2002-2004[n 7] : Fillmore ! : Ingrid Third
- 2002-2005 : Baby Looney Tunes : Bébé Lola Bunny
- 2002-2006 : Jimmy Neutron : Libby Folfax
- 2003 : Mon ami Marsupilami : Léna (épisode 24)
- 2003-2004 : Fullmetal Alchemist : Martel, Ricky et Selim Bradley
- 2003-2006 : Teen Titans : Les Jeunes Titans : Melvin, Timmy, Teether (épisode 59)
- 2003-2007 : Jojo Circus : Skeebo et Croaky
- 2003-2008 : Razbitume ! : Kimi Watanabe-Fifrelin
- 2004-2006 : Dragon Booster : Lence Penn
- 2004-2008 : Les Héros d'Higglyville : chœurs
- 2004-2008 : Le Monde de Todd : chœurs
- 2004-2014 : Bienvenue à Lazy Town : Trixie
- 2005-2007 : Les Loonatics : Lexi Bunny
- 2005-2007 : Skyland : Dahlia
- 2005-2009 : Les Petits Einstein : June
- 2006 : Shaolin Wuzang : Hua
- 2006 : L'Île à Lili : Pataglue
- 2006-2007 : Team Galaxy : Brett, la princesse Kimball et voix additionnelles
- 2006-2008 : Hello Kitty : la Forêt des pommes : voix additionnelles
- 2006-2008 : Manon : Melba
- 2006-2008 : Classe 3000 : Tamika
- 2006-2008 : Horseland : Bienvenue au ranch ! : Marie
- 2006-2008 : Ozie Boo ! : Polly et Jelly
- 2006-2009 : Kilari : Hikaru Mizuki
- 2006-2010 : Fifi et ses floramis : interprète du générique, Violette et Tante Tulipe
- 2006-2013 : Manny et ses outils : Julieta
- 2006-2015 : Georges, le petit curieux : voix additionnelles
- 2006-2017 : Mes parrains sont magiques : Veronica (2e voix, depuis saison 5.17), Dr. Phyllis Plusdelubie (saison 7) et Chloé Carmichael (saison 10)
- 2007 : Kung-foot : Glawdys et Silvia
- 2007 : Zeta Girls : Haemi
- 2007 : Allô Hana : ?
- 2007-2008 : Valérian et Laureline : Koren
- 2007-2008 : Le Petit Dinosaure : Ruby
- 2007-2009 : Roary, la voiture de course : Sissi
- 2007-2009 : Tak et le Pouvoir de Juju : Jeera
- 2007-2009[n 8] : The Garden of Sinners : Fujino Asagami
- 2008-2009 : Les Monsieur Madame : Mme Bonheur, Mme Maladroite, Mme Terreur, Mme Catastrophe, Mme Canaille, Mme Bavarde, Mme Supersonique, Mme Pourquoi et Mme Calamité
- 2008-2009 : Les Badabops : Leo
- 2008-2011 : Stitch ! : Penny
- 2008-2011 : T'choupi et ses amis : Pilou et Maya
- 2008-2014 : Star Wars: The Clone Wars : la sénatrice Riyo Chuchi
- 2009 : SpieZ ! Nouvelle Génération : Clover (épisodes 14 et 22)
- 2009 : Olivia : Olivia
- 2009 : Oui-Oui : Lindy
- 2009-2013 : Sally Bollywood : Sally Bollywood
- 2009-2014 : Le Petit Nicolas : Geoffroy, Maixent et Marie-Edwige
- 2010 : Batman : L'Alliance des héros : Catwoman (voix chantée, épisode 43)
- 2010 : La Fée Coquillette : la fée coquillette et interprète du générique
- 2010-2011[n 9] : Digimon Fusion : Angie Hinomoto, Lillymon, Chocomon, Mervamon, Pickmonz, Ewan Amano et Lunamon
- 2010-2011 : Les Légendes de Tatonka : voix additionnelles
- 2010-2015 : Babar : Les Aventures de Badou : Chikou
- 2010-2018 : Lulu Vroumette : Frou Frou, Belote et Rebelote
- 2010-2022 : La Ligue des justiciers : Nouvelle Génération : Bumblebee, Stephanie Brown[n 10] (saison 2, épisode 10), Sharon Vance (saison 2, épisode 12) et Don Allen (saison 3, épisode 9)
- 2011 : Cécile et Kevin : voix diverses
- 2011 : Tempo Express : Corinna
- 2011-2016 : Jake et les pirates du pays imaginaire : Princesse Winger
- 2011-2013 : Rekkit : Perle
- 2011-2015 : Robocar Poli : Julie et Mini
- depuis 2011 : Bubulle Guppies : Dina et Stylee
- 2012 : Émilie : ?
- 2012-2016 : Martine : Martine
- 2012-2016 : Pierre Lapin : Flopsaut et Trotsaut
- 2012-2018 : Docteur La Peluche : Dottie (voix chantée)
- 2013-2014 : Sabrina, l'apprentie sorcière : Jessie
- 2013-2016 : T'choupi à l'école : Pilou, Louis et Dany
- 2013-2018 : Mily Miss Questions : Sophia, Lucille et Gaspard
- 2013-2019 : Steven Universe : Rose Quartz Superfan
- depuis 2013 : PAW Patrol : La Pat' Patrouille : Tracker
- 2014 : Petz Club : Nina
- 2014-2016 : Breadwinners : Rambamboo
- 2014-2017 : LoliRock : la reine Manon
- 2014-2017 : Zack et Quack : Kira (voix chantée)
- 2014-2017 : Dora and Friends : Au cœur de la ville : Alana
- depuis 2014 : Teen Titans Go! : Silkie, Bumblebee et sa petite-fille
- 2015 : Objectif Blake ! : Carmen De La Crus, la mère de Mitch et voix additionnelles
- 2015 : Les P'tits Cuistos : Miss Diana (l'anglaise)
- 2015-2019 : Ours pour un et un pour t'ours : interprète du générique
- depuis 2015 : Miraculous : Les Aventures de Ladybug et Chat Noir : Aeon, Tang Tang et Zoé Lee (1re voix, saisons 1 à 4)
- 2016-2018 : Bunnicula : Marsha et voix additionnelles
- 2016-2019 : La Garde du Roi lion : chœurs
- 2017 : La Bande à Picsou : Sélène, les kelpies Rose et Ronce (saison 1, épisode 13)
- 2017 : Magiki : ?
- 2017 : Les Souvenirs de Mamette : ?
- 2017-2019 : Les Fous du volant : Q.I Failoiseau et Madame Bêtacorne
- 2018 : Denver, le dernier dinosaure : Miss Tucson
- 2018 : Furiki : Pépita
- 2018 : Beat Bugs : voix additionnelles
- 2018 : Luo Bao Bei (en) : ?
- 2018-2019 : Quand Takagi me taquine : Yukari
- depuis 2018 : Oscar et Malika, toujours en retard : Prudence
- depuis 2018 : Anatole Latuile : Victoire et Mme Latuile
- depuis 2018 : Hilda : la bibliothécaire et Adeline
- depuis 2018 : Le Prince des dragons : l'interprète elfe
- 2018-2019 : Petit Ours Brun  : Maman Ourse noire
- 2019 : Carole and Tuesday : voix additionnelles
- 2019 : Roger : Fatou
- 2019-2020 : Barbapapa en famille : Barbibul
- 2019-2020 : 7 Seeds : Matsuri Tendō
- 2019-2021 : Carmen Sandiego : Julia Argent
- depuis 2019[n 11] : Demon Slayer: Kimetsu no Yaiba : Kanae Kochō et Naho Takada
- 2019-2022 : Taffy : Mme Millesous
- 2020 : Splat et Harry : ?
- 2020 : Moi, Elvis : Elvis
- 2020-2021 : I'm Standing on a Million Lives : Yuka Tokitate
- 2020-2022 : Duncanville : Mia
- 2020-2022 : Madagascar : La Savane en délire (en) : Kate
- 2021 : DOTA: Dragon's Blood (en) : Mirana
- 2021 : M.O.D.O.K. : Jodie Ramirez-Tarleton[n 12]
- 2021 : Pacific Rim: The Black : Brina Travis
- 2021 : Ana Filoute : Elena
- depuis 2021 : The Great North : Honeybee Shaw
- depuis 2021 : Invincible : Amber[n 13]
- depuis 2021 : Les Razmoket : Kimi Watanabe-Fifrelin et Susie Carmichael
- depuis 2021 : Charlotte aux fraises : À la conquête de la grande ville : Fleur d'oranger et Mme Crumbcake (voix parlées), Citronnelle (voix chantée)
- depuis 2021 : Gabby et la Maison magique : Marine
- depuis 2021 : Gus le chevalier minus : ?
- 2022 : Bugs Bunny Constructeurs : Pauleen Pingouin et Gertie
- 2022 : Imago : Awa
- 2022 : Le Monde de Karma (en) : Dr Lillie Carter-Grant (la mère de Karma)
- 2022 : Deepa et Anoop : Mama
- 2023 : Maniac par Junji Itō : Anthologie Macabre : Kinako, Koyama, Chiharu, la mère et Mitsu
- 2023 : Star Wars: Visions : Koten (saison 2, épisode 3)
- 2023 : Kizazi Moto : Génération Feu (en) : Shiro
- 2023-2024 : Star Wars: The Bad Batch : Riyo Chuchi
- 2024 : Hazbin Hotel : Emily
- 2024 : Comment ratatiner : Chloé (création de voix)
- 2024 : Ranma ½ : Kodachi Kunō
- 2025 : Oh My God... Yes! (en) : Ladi[n 14]

### Web-série
- 2017-2020 : La Petite Mort : Audrey et voix secondaires

### Jeux vidéo
- 2000 : Les Razmoket à Paris : Kimi Watanabe-Fifrelin
- 2001 : Les Razmoket : 100% Angelica : Kimi Watanabe-Fifrelin
- 2005 : Kingdom Hearts 2 : Yuna
- 2009 : Harry Potter et le Prince de sang-mêlé : Katie Bell
- 2009 : Bakugan Battle Brawlers : Julie
- 2009 : Assassin's Creed II : Petruccio Auditore
- 2010 : BioShock 2 : Eléanor
- 2010 : Fable III : voix additionnelles
- 2012 : Rhythm Thief et les Mystères de Paris : Marie
- 2011 : The Elder Scrolls V: Skyrim : Vaermina
- 2014 : Les Pingouins de Madagascar : Marlène
- 2014 : Watch Dogs : voix additionnelles
- 2015 : Bloodborne : la Poupée, la grande sœur et Vicar Amelia
- 2015 : Until Dawn : Jess
- 2015 : Lego Dimensions : Princesse Plénozas, Miss Argentine
- 2015 : Assassin's Creed Syndicate : voix additionnelles
- 2016 : Mirror's Edge Catalyst : Plastic
- 2016 : Overlord II : Kelda
- 2016 : Mafia III : l'infirmière et Roxy
- 2016 : Final Fantasy XV : voix additionnelles
- 2017 : L'Aventure Layton : Katrielle et la Conspiration des millionnaires : Katrielle Layton
- 2017 : Assassin's Creed Origins : Khaliset « la Hyène »
- 2017 : Tom Clancy's Ghost Recon Wildlands : Holt
- 2017 : Star Wars Battlefront II : une officière du Premier Ordre
- 2019 : Days Gone : Addy, le sergent Foster et le caporal Esposito
- 2021 : Ratchet and Clank: Rift Apart : Kit / KT-7461
- 2022 : Lost Ark : ?
- 2023 : Forspoken : Frey Holland [9]
- 2023 : Cyberpunk 2077 : Phantom Liberty : Luka
- 2023 : PAW Patrol World - La Pat' Patrouille : Tracker et la princesse Victoria Barkingburg
- 2024 : Totally Spies! - Cyber Mission : Clover

### Direction artistique
- 2018 : Insecure (saison 3)

## Voix-off

### Documentaires
- Meghan Markle dans :
  - Harry & Meghan (en) (2022)
  - With Love, Meghan (en) (2025)